# カイシャバンク
カイシャバンク（カタルーニャ語: CaixaBank, S.A.）は、スペイン・バレンシアに本社を置く総合金融機関。商業銀行の店舗を展開するほか、保険やアセットマネジメントも取り扱う。マドリード証券取引所上場企業（BMAD: CABK）。スペインに本拠を持つ金融グループとしてはサンタンデール銀行、BBVAに次ぐ第3位の経営規模を持つ。カタルーニャ地方を地盤とする金融グループのLa Caixa Group（非公開企業）が株式の7割以上を保有し、同グループの一部門としての性格を強く有している。

## 沿革
2007年にCriteria CaixaCorpの名称で設立された。同年株式を上場しスペイン企業のIPOとしては過去最大の初値を記録、2008年1月、IBEX 35の構成銘柄となった。2011年経営体制の再編が実施され、現在の名称に改称した。アベルティスやガス・ナトゥラルなど多くのスペイン企業の株式をこの時売却した。2012年8月、スペイン北西部を拠点とするBanca Civicaを併合、2013年にはバレンシアを拠点とするBanco de Valenciaを併合し、合併を通じて資産額は飛躍的に増加した。2014年8月、バークレイズのスペイン事業買収を発表した。2017年10月、カタルーニャ地域の政情不安を背景に、本社をバルセロナからバレンシアに移転した。2021年3月、スペインの大手銀行の一角のバンキアの買収がスペイン規制当局により承認され、スペイン国内の資産では最大級の規模となった。
テレフォニカやレプソルの少数株主としての地位を維持するほか、ポルトガル・ポルトに拠点を持つ同国の大手銀行・Banco Português de Investimento（BPI）に対しては、株式の半数近くを保有する大株主となっている。

## スポンサー
バルセロナ・マドリードなどスペインの主要都市で運営されているカルチャーセンター「カイシャ・フォーラム」（Caixa Forum）のスポンサー企業である。各地のカイシャ・フォーラムは大規模な美術展の開催等を通じ同国内で大きな集客力を持っており、カイシャ・フォーラム・バルセロナの建築デザインには磯崎新が参加している。